# Lack Of Brains VS. Brawns
Lack Of Brains VS. Brawns llamado Pocos sesos y Musculo contra sin Ambos en España y Falta de sesos contra sin musculos ni sesos en Hispanoamérica es un episodio de la primera temporada de la serie de dibujos animados Brandy & Mr Whiskers.

## Sinopsis
Cuando Whiskers humilla mucho a Brandy, ambos van al ojo de agua a ver el lugar y Whiskers se acuesta en una roca. Accidentalmente esa es la roca de Lester, un mono bravucón que lo golpea y lo emvía a la casa. Luego de eso Brandy trata de ayudarlo pero luego de varios intentos fallidos ella lo deja solo para no ser la burla de la jungla.
Tras eso, Whiskers, reta a Lester a una pelea pero ni siquiera con un golpe le gana y tratando de ir a salvarlo Brandy cae al lodo y se ensucia. Cuando llega al ojo de agua le grita a Lester y este, viéndola sucia y fea escapa por miedo. Whiskers se aleja con Brandy y le va diciendo cosas que la hacen enojar mucho.